# Toyota Boshoku
Toyota Boshoku est un équipementier automobile japonais, membre de l'association européenne des équipementiers automobiles, le CLEPA.

## Sites de production en Europe
- Onnaing (France) : Fabrication de pare-chocs
- Somain (France) : Fabrication de sièges, pavillons de toit et filtres[3]
- Nowogrodziec (Pologne) : Fabrication de composants de sièges et assemblage de sièges
- Legnica (Pologne) : Fabrication de composants métalliques et de filtres
- Saint-Pétersbourg (Russie) : Fabrication de sièges
- Košťany nad Turcom (Slovaquie) : Fabrication de houses de sièges
- Plzeñ (République Tchèque) : Fabrication de composants intérieurs[4]

## Données financières
L'année fiscale japonaise débute le 1er avril et prend fin le 31 mars.
Évolution du chiffre d'affaires 

1 372 616 000 000 ¥ (2020)
1 272 140 000 000 ¥ (2021)
1 421 451 000 000 ¥ (2022)
1 604 036 000 000 ¥ (2023)
1 953 625 000 000 ¥ (2024)
Évolution du résultat net 